# 章楶
章楶（1027年—1102年），又作章㮞，字質夫，建州浦城縣人，北宋名將、詞人。著有《寄亭詩遺》、《成都古今詩集》6卷。《全宋詞》錄其詞二首。

## 生平
以族叔章得象之蔭，任將作監主簿，調孟州司戶參軍。治平二年（1065年）乙巳科進士，授知陳留縣。歷官提點荊湖北路刑獄、成都府路轉運副使。元祐二年（1087年）正月，自朝散大夫改任吏部郎中，四月外調知越州。元祐六年（1091年），以龍圖閣直學士為環慶路經略使、兼知慶州。元祐七年（1092年）十月，章楶遣折可適伏兵於洪德城，擊破西夏軍，權戶部侍郎。元祐八年（1093年），除知同州。紹聖元年（1094年），知應天府。紹聖二年（1095年）正月，加集賢殿修撰，改權知唐州。
紹聖四年（1097年），授涇原路經略使、兼知渭州。上任後即開始於葫蘆河（今清水河）石門峽江口築建平夏城，又在好水河南築建靈平寨，以逼西夏。紹聖五年（1098年），小梁太后偕同夏崇宗李乾順進攻平夏城，章楶遣折可適、郭成輕騎夜襲，擒獲西夏統軍嵬名阿埋、西壽監軍妹勒都逋，俘獲夏軍三千餘人，繳獲牛羊十餘萬頭（平夏城之戰）。戰後擢樞密直學士、龍圖閣端明殿學士，進階大中大夫。
元符三年（1100年），加通議大夫、同知樞密院事。建中靖國元年（1101年），授資政殿學士、中太一宮使，致仕。崇寧元年（1102年）七月去世，贈右銀青光祿大夫，後加贈太師，追封秦國公，諡號莊簡，改谥庄敏。
章楶的七個兒子中以章縡與章綡最知名。

## 家族
- 玄祖：章仔鈞，贈金紫光祿大夫、上柱國、武寧郡開國伯，諡忠憲
- 高祖：章仁徹
- 曾祖：章文谷
- 祖父：章頻
- 父：章訪
- 族叔：章得象
- 族弟：章惇
- 弟：章棻、章柷、章楈
- 子：章縡、章綜、章綡、章綰、章綖、章縯、章縝

## 延伸阅读
[在维基数据编辑]
 《宋史·卷328》，出自脱脱《宋史》